# Ergofobia
La ergofobia es un miedo irracional y persistente al lugar del trabajo. El término ergofobia viene del griego ergon ('trabajo') y phobos ('miedo').

## Descripción
Este tipo de fobia afecta a aquellas personas que temen de manera descontrolada ir a su puesto de trabajo . Los ergofóbicos sienten un miedo persistente e irrefrenable a acudir a su puesto de trabajo, lo que conlleva problemas serios para su vida personal, social y familiar. Si el problema persiste, y no es tratado desde un punto de vista médico o psicológico, además se añade la consecuencia económica al dejar de percibir ingresos, lo que podría llevar a la pobreza.
La ergofobia es una condición mental y emocional donde el sujeto tiene un miedo incontrolable no solo a acudir al lugar del trabajo, sino también al ambiente que lo rodea. Siente angustia de estar alrededor de otros trabajadores, su desempeño, la posibilidad de ser despedido y la jerarquía de la autoridad de su jefe, además de la incomprensión de los demás hacia su temor . Esto último conlleva además el hecho de ser prejuzgado por ignorancia hacia esta fobia.

## Causas
Las causas de este trastorno pueden ser variadas, pero por lo general se origina después de una experiencia traumática que el afectado asocia a un estímulo inicialmente neutro debido a un proceso de condicionamiento clásico
El ejemplo más claro sería una persona que trabaja en un edificio donde se ha producido un atentado, y desde entonces le es imposible acceder a ese edificio, ya que lo asocia al atentado. El ergobófico trata su lugar de trabajo como un lugar hostil y presiente que un hecho acontecido en el pasado se puede repetir, lo que conlleva su evitación.
Otras causas pueden ser la burla de los compañeros, temor a ser rechazado o despedido, ansiedad congénita, trastornos del estado de ánimo, problemas con supervisores o jefes y factores genéticos. En esto está fuertemente implicado el acoso laboral o mobbing.

## Síntomas
Los síntomas de la ergofobia no difieren de otros trastornos fóbicos. La ergofobia suele presentar síntomas físicos, cognitivos y conductuales.
1. Aumento de la frecuencia cardíaca.
2. Sensación de ahogo.
3. Sudoración excesiva.
4. Boca seca.
5. Ataques de pánico.
6. Malestar estomacal y dolor de cabeza.
7. Tensión muscular.
8. Sensación de irrealidad.
9. Angustia.
10. Pérdida de la concentración.
11. Conductas evitativas.

## Tratamiento
Los individuos que sufren este trastorno suelen ser conscientes de que tienen un problema, pero no siempre buscan ayuda al desconocer que es un problema psicológico. Como todas las fobias no existe un patrón estándar con el que se pueda comparar con otros sujetos, lo que agrava el problema del paciente al estar en la creencia de que es una persona vulnerable.
Para superar este trastorno es necesario acudir al psicólogo para que pueda realizar un diagnóstico correcto. Generalmente, la psicoterapia será suficiente para superar esta condición; sin embargo, en casos extremos es posible que se empleen algunos fármacos para ayudar a reducir la sintomatología ansiosa. Ahora bien, el tratamiento farmacológico siempre debe combinarse con la terapia psicológica.

## Controversia
Hay quién sugiere que la ergofobia afecta más bien al trabajo, que no al lugar del trabajo, como plantean los primeros estudios . Aquí entraría la definición que hace dictionary.com: an abnormal fear of work; an aversion to work Definición de Ergophobia. Un miedo anormal al trabajo; Una aversión al trabajo.